# Ron Paul
Ronald Ernest Paul (sinh 20 tháng 8 năm 1935) là một bác sĩ y khoa, tác gia và chính trị gia về hưu, từng là Dân biểu Hoa Kỳ đại diện cho khu vực bầu cử 22 của Texas từ 1976 tới 1977, từ 1979 tới 1985, và cho khu vực bầu cử 14 của Texas từ 1997 tới 2013. Ông đã ba lần tranh cử Tổng thống Hoa Kỳ: là người được Đảng Tự do đề cử trong cuộc Bầu cử tổng thống Hoa Kỳ năm 1988, và là ứng viên trong bầu cử sơ bộ của Đảng Cộng hòa trong hai đợt bầu cử tổng thống năm 2008 và năm 2012. Nhận mình là người theo chủ nghĩa bảo hiến, Paul chỉ trích chính sách tài khóa của chính quyền liên bang Hoa Kỳ, đặc biệt là sự xuất hiện của Cục Dự trữ Liên bang (Hoa Kỳ) và chính sách thuế, cũng như Tổ hợp quân sự–công nghiệp, chiến tranh chống chất hướng thần, và chiến tranh chống khủng bố. Ông cũng là người chỉ trích mạnh mẽ các chính sách giám sát hàng loạt như Đạo luật Patriot và các chương trình giám sát NSA. Paul là chủ tịch đầu tiên của Citizens for a Sound Economy, một nhóm ủng hộ thị trường tự do và giới hạn chính phủ, ông cũng được coi là "cha đỡ đầu" của Phong trào Tiệc Trà, một tổ chức chính trị bảo thủ tài khóa chống chủ nghĩa can thiệp.